# Proszek troisty
Proszek troisty (farm. Pulvis Magnesiae cum Rheo, syn. Pulvis pro infantibus, Pulvis Magnesiae compositus) – preparat galenowy do użytku wewnętrznego, sporządzany według przepisu farmakopealnego. W Polsce na stan obecny (2024) skład określa Farmakopea Polska IV, t.II (1970 r.). Preparat zawiera 50 cz. węglanu magnezowego (Magnesium carbonicum), 20 cz. miałko sproszkowanego  korzenia rzewienia chińskiego (Radix Rhei subt. pulv.), 30 cz. miałko sproszkowanej sacharozy (Saccharum album) oraz olejek kopru włoskiego (Oleum Foeniculi) - 5 kropli na każde 10 g użytej sacharozy. Preparat złożony, wykazujący łagodne działanie przeczyszczające, zmniejszające wzdęcia oraz zobojętniające sok żołądkowy. Stosowany w leczeniu zaparć, wzdęć, kolek jelitowych, zaburzeń trawiennych oraz niekiedy nadkwaśności. Używany głównie w praktyce pediatrycznej. Obecnie produkowany przemysłowo. Może być także sporządzany w aptekach, w zakresie receptury aptecznej.